# Бајка
Бајка је посебна књижевна врста, која може бити народна, усмена творевина или ауторска, уметничка. Назив бајка долази од речи бајати - чарати, лечити бољку тајанственим речима. У већини бајки између природног и натприродног, стварног и измишљеног нема правих супротности, односно прелаз из различитих светова за јунака је безболан и лако остварљив. Ликови су устаљени, типски. Присутни су карактеристични родбински односи, попут односа маћехе и пасторке или неколико браће, при чему је најмлађи обично носилац радње. Међу ликовима се, осим породичних, појављују и ликови који су носиоци неког друштвеног статуса, попут краљева, принчева, принцеза или слугу. Натприродна дешавања у бајкама играју важну улогу. Јунак бајке живи окружен чаролијама добрих вила и злих вештица, патуљака или џинова, змајева, аждаја и захвалних животиња.
Главни јунак бајке је носилац позитивних особина и најчешће руши неки табу или забрану. Радња бајке се заснива на враћању равнотеже која је на почетку бајке поремећена. У бајци се често прелазе велика пространства да би се задатак остварио. Бајке најчешће имају срећне завршетке, јер правда на крају тријумфује. За разлику од митова и легенди, бајка се не преноси као веродостојна повест. Она се казује као измишљена прича, у којој нема података о времену и месту збивања. Тако она обично почиње са Био једном, Био једном један цар. Јунак бајке је безимен, као и земља у коју ступа. Отуд се бајка лако преноси са поколења на поколење, од једног народа другоме, путујући, као и њени јунаци преко седам вода и седам гора.
Системско записивање и издавање бајки започиње у Европи крајем XVII века. Од тада су и неки писци, угледајући се на стил усмене бајке, почели да пишу сличне маштовите приче, намењене првенствено деци.
Елементи бајке су уткани и у средњовековне витешке романе и у ренесансне епове, какав је Аристов "Бесни Роландо", једна од италијанских пародија старог француског јуначког спева "Еп о Роланду". Изложеност разним чаролијама бајословног света била је изражена већ у античком роману, какв је Апулејов "Златни магарац". Традицији таквог романа као што је "Етиопика" од Хелиодора припадају и разне љубавне повести које се завршавају венчањем заљубљених после низа чудесно савладаних препрека. Примећено је да се у ту схему добро уклапају и рани српски романи из пера Милована Видаковића.
У свету су најславније бајке браће Грим, Шарлa Перoа, Ханса Кристијанa Андерсена и Оскара Вајлда. Српске народне бајке је сакупио Вук Стефановић Караџић.

## Дефиниција
Иако је бајка посебан жанр у већој категорији народних прича, дефиниција која означава дело као бајку извор је значајног спора. Сам израз потиче од превода Мадам Долнојевог назива Conte de fées, први пут употребљеног у њеној збирци 1697. Свакодневни говор повезује бајке са причама о зверима и другим народним причама. Научници се разликују у погледу степена до којег би требало узети у обзир присуство вила и/или сличних митских бића (нпр. вилењака, гоблина, тролова, дивова, огромних чудовишта или сирена) као диференцијатор. Владимир Проп је у својој Морфологији народне приче критиковао уобичајено прављење разлике између „бајки“ и „прича о животињама“ на бази тога што многе приче садрже поред елемената фантастике и животиње. Упркос тога, за одабир дела за своју анализу, Проп је користио све руске народне приче класификоване као фолклорне, Арн–Томпсон–Атеров индекс 300–749, - у систему каталогизације који је направио такву разлику - да би се добио јасан скуп прича. Његова сопствена анализа идентификовала је бајке по елементима заплета, али то је само исто тако било критиковано, јер се анализа не може лако позабавити причама које не укључују трагање, а штавише, исти елементи заплета налазе се и радовима који нису бајке.
Да су ме питали, шта је бајка? Требало би да одговорим, прочитајте Ундине: то је бајка ... од свих бајки које знам, мислим да је Ундине најлепша.— Џорџ Макдоналд, The Fantastic Imagination
Као што Стит Томпсон истиче, чини се да су животиње које говоре и присуство магије уобичајеније у бајци него саме виле. Међутим, пуко присуство животиња које говоре не чини причу бајком, посебно када је животиња очигледно маска на људском лицу, као у баснама.
У свом есеју „О бајковитим причама”, Џ. Р. Р. Толкин се сложио са искључењем „вила” из дефиниције, дефинишући бајке као приче о авантурама човека у Вилинској земљи, земљи вила, принчева и принцеза из бајки, патуљака, вилењака, и не само других магичних врсте, већ и многа друга чуда. Међутим, исти есеј искључује приче које се често сматрају бајкама, наводећи као пример Мајмуново срце, које је Ендру Ланг уврстио у Јоргованску књигу вила.
Стевен Свон Џоунс је идентификовао присуство магије као особину по којој се бајке могу разликовати од других врста народних прича. Дејвидсон и Чодри идентификују „трансформацију“ као кључну карактеристику жанра. Са психолошког гледишта, Жан Ширијак је у овим наративима заговарао неопходност фантастичног.
У погледу естетских вредности, Итало Калвино је навео бајку као најбољи пример „брзине” у књижевности, због економичности и језгровитости прича.

### Историја жанра
Корени жанра потичу од различитих усмених прича које су део наслеђа европске културе. Жанр су први обележили ренесансни писци, попут Ђованија Франческа Страпароле и Ђанбатисте Басила, а стабилизован је кроз дела каснијих колекционара, попут Шарла Пероа и браће Грим. У овој еволуцији, име је настало када су précieuses почели да са писањем књижевних прича; Мадам Долној је измислила израз Конт де фе, или бајка, крајем 17. века.
Пре дефинисања жанра фантазије, многа дела која би се сада класификовала као фантазија названа су „бајке“, укључујући Толкиновог Хобита, Животињску фарму Џорџа Орвела и Чудесног чаробњака из Оза Л. Франка Баума. Заиста, Толкинова књига „О бајковитим причама” укључује расправе о Worldbuildingu и сматра се виталним делом критике фантазије. Иако се фантазија, а посебно поджанр фантазијске бајке, у великој мери ослања на мотиве фантазије из бајке, ови жанрови се сада сматрају различитим.